# Kadaka (Tallinn)
Pour les articles homonymes, voir Kadaka.

Kadaka est un quartier du district de  Mustamäe à Tallinn en Estonie.

## Description
En 2019, Kadaka compte 4 306 habitants.
Sa superficie est de 2,81 km2.
Ses quartiers limitrophes sont Veskimetsa, Lilleküla, Sääse Mustamäe, Vana-Mustamäe, Astangu et Väike-Õismäe.
Les rues du quartier sont : Aiandi tänav, Akadeemia tee, Ehitajate tee, Harkumetsa tee, Heli tänav, Iva tänav, Joostimäe tänav, Kadaka puiestee, Kadaka tee, Karjavälja tänav, Karsti tänav, Kassi tänav, Kivikülvi tänav, Kivinuka tänav, Laki põik, Laki tänav, Lehtri tänav, Leiva tänav, Lossi tänav, Meistri tänav, Mustamäe tee, Mäealuse tänav, Mäepealse tänav, Pilvetee tänav, Pöörise tänav, Rabaküla tänav, Raja tänav, Soone tänav, A. H. Tammsaare tee, Teaduspargi tänav, Tera tänav, Tuuliku tee et Vinkli tänav.

## Population
| 2008  | 2010  | 2011  | 2012  | 2013  | 2014  |
| ----- | ----- | ----- | ----- | ----- | ----- |
| 1 918 | 2 199 | 2 425 | 2 571 | 2 660 | 2 851 |

| 2015  | 2016  | 2017  | 2018  | 2019  | 2020  |
| ----- | ----- | ----- | ----- | ----- | ----- |
| 3 030 | 3 354 | 3 791 | 4 225 | 4 306 | 4 817 |

| 2021  | 2022  | - | - | - | - |
| ----- | ----- | - | - | - | - |
| 5 233 | 5 716 | - | - | - | - |

## Lieux et monuments
Le quartier héberge le campus, construit en 1918, de l'Université de Technologie de Tallinn.
- Akadeemia tee 23 – Institut de physique chimique et de biophysique ;
- Mäealuse tn 14 - Institut maritime estonien de l'Université de Tartu ;
- Teaduspargi tn 6/1 - Parc scientifique Technopol[9] .
- Akadeemia tee 35 - Supermarché Coop Eesti ;
- Karjavälja tn 4 - Centre commercial Mustika Keskus et Prisma ;
- Kadaka tee 56A - Supermarché Selver ;
- Kadaka tee 56B - Papeterie et de fournitures de bureau Büroomaailm ;
- Laki põik 4 – Magasin de matériaux de construction « Decora » ;
- Laki põik 6 - Magasin Euronics et siège d'Euronics Baltic OÜ ;
- Mustamäe tee 90A - Hesburger.

## Transports
Les lignes de bus n° 9, 10, 12, 13, 20, 20A, 24, 25, 26, 26A, 28, 37, 61 et les lignes de trolleybus n° 1, 3 et 5 circulent dans le quartier.

## Galerie

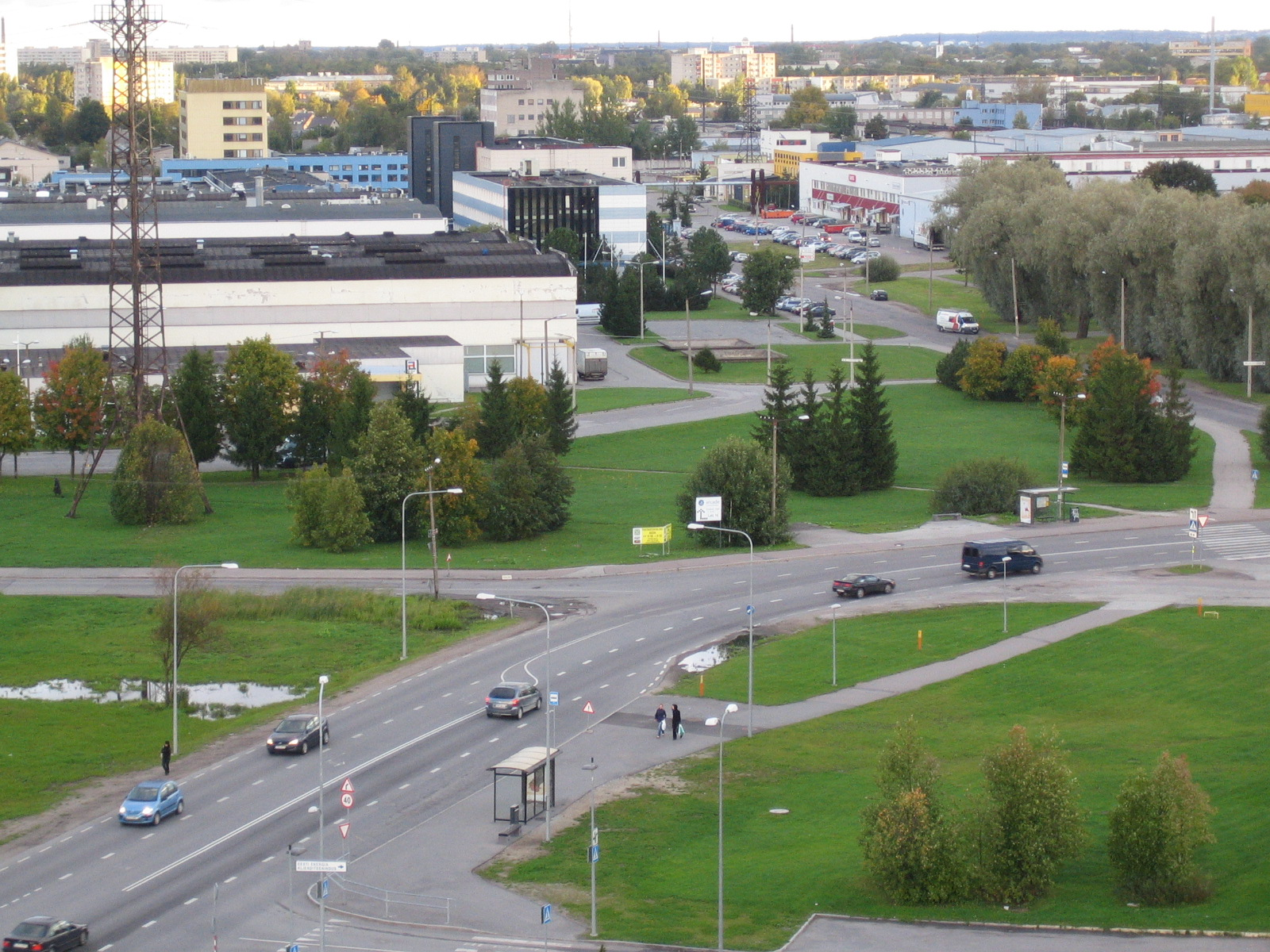
Vue de Kadaka tee.
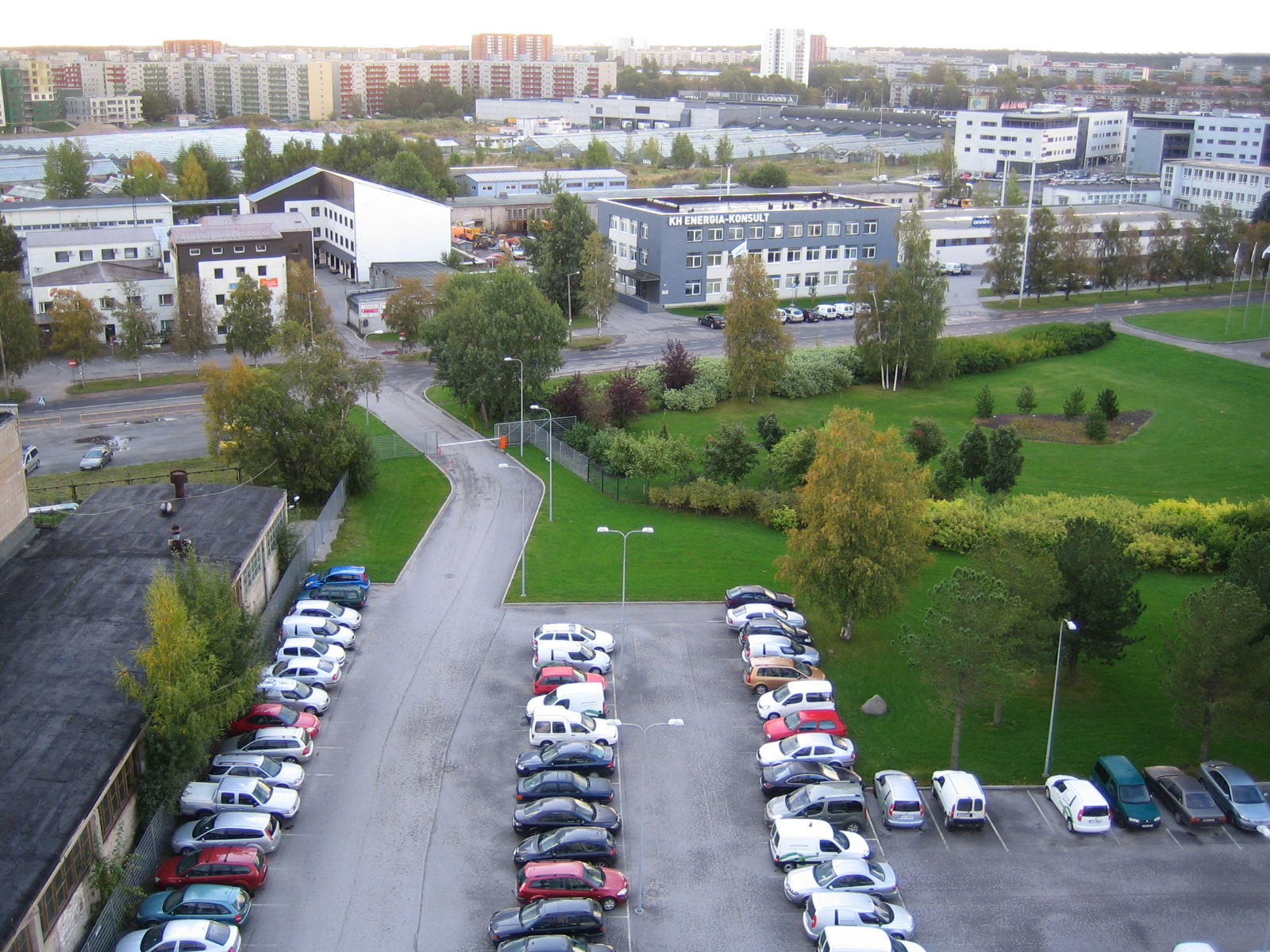
Vue de Kadaka tee.
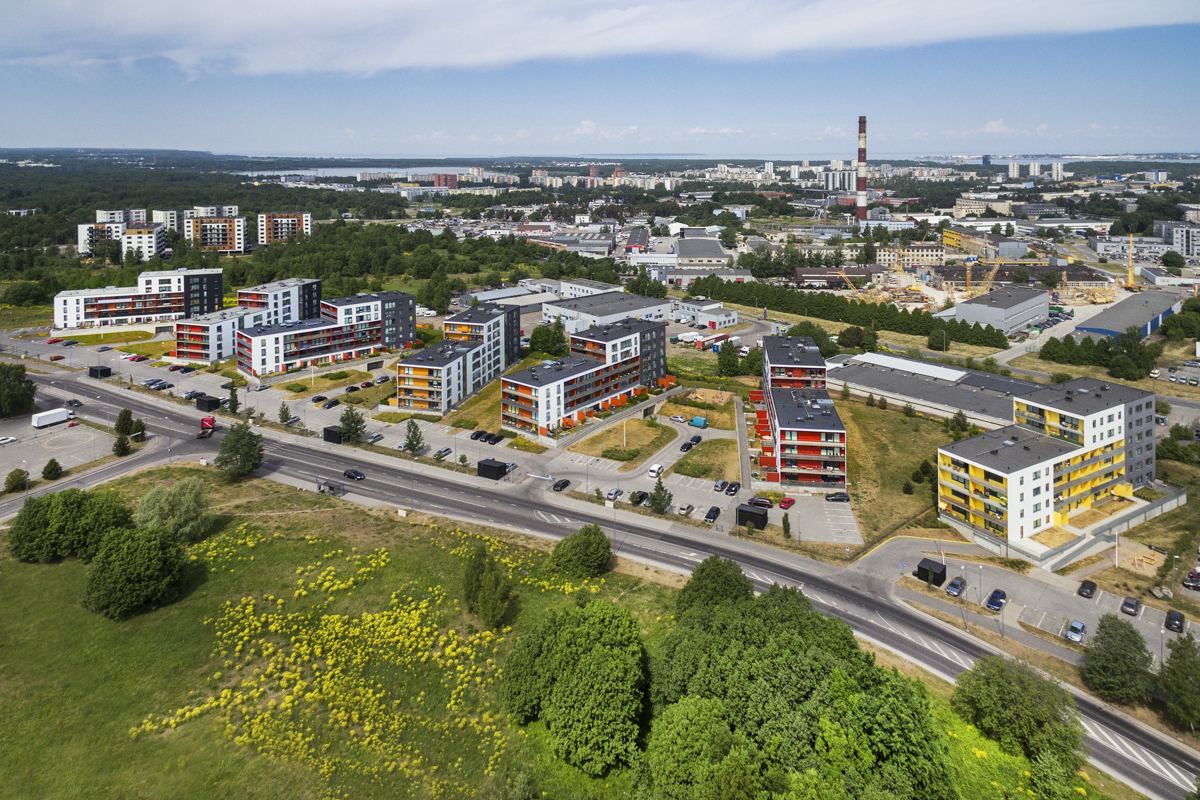
Immeubles résidentiels de Mäepealse tänav.

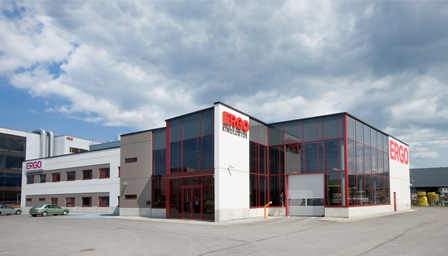
Tammsaaremaja.
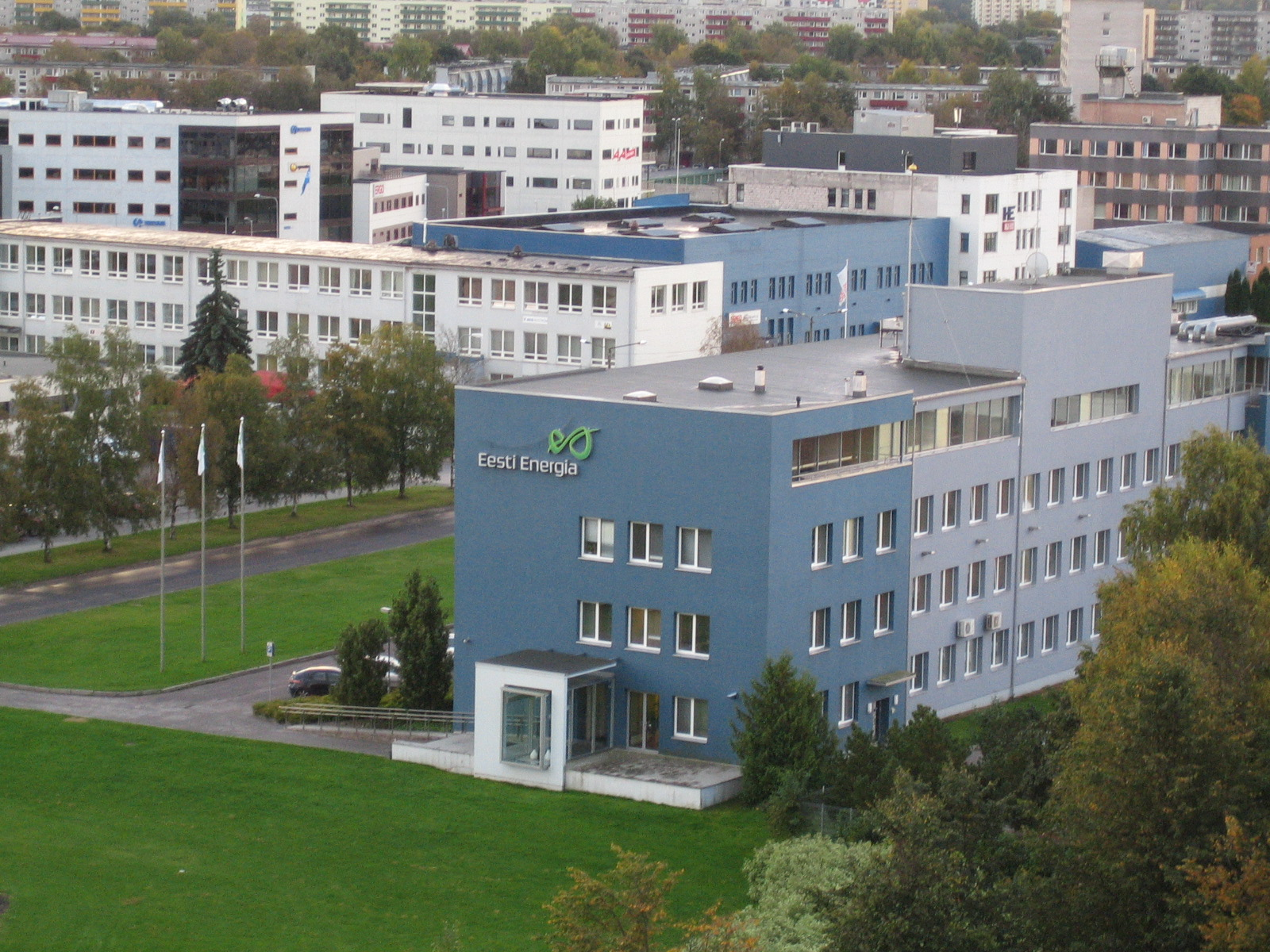
Siège de Eesti Energia
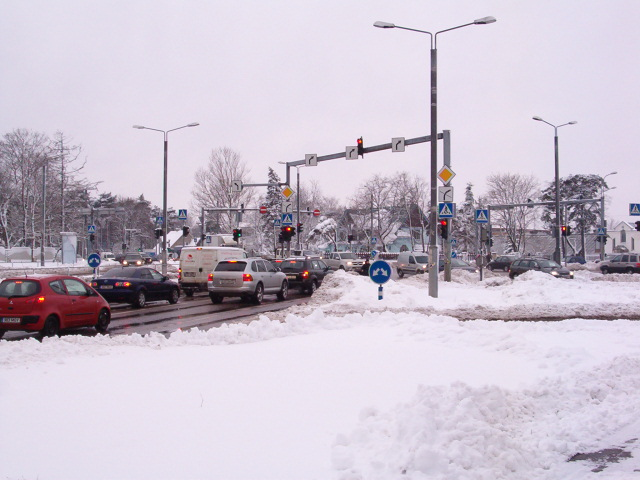
Croisement principal à Kadaka
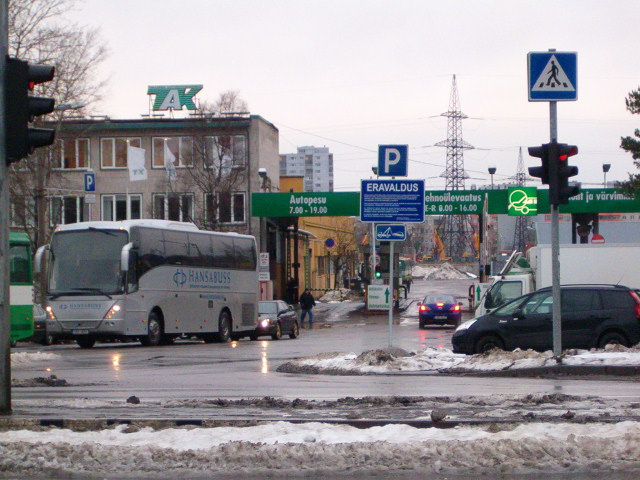
Compagnie de bus de Tallinn